# Districte de Lenzburg
El districte de Lenzburg és un districte de Suïssa, al cantó d'Argòvia. El cap del districte és Lenzburg, té 20 municipis, una superfície de 102.75 km² i 69.058 habitants (cens de 2023).

## Municipis

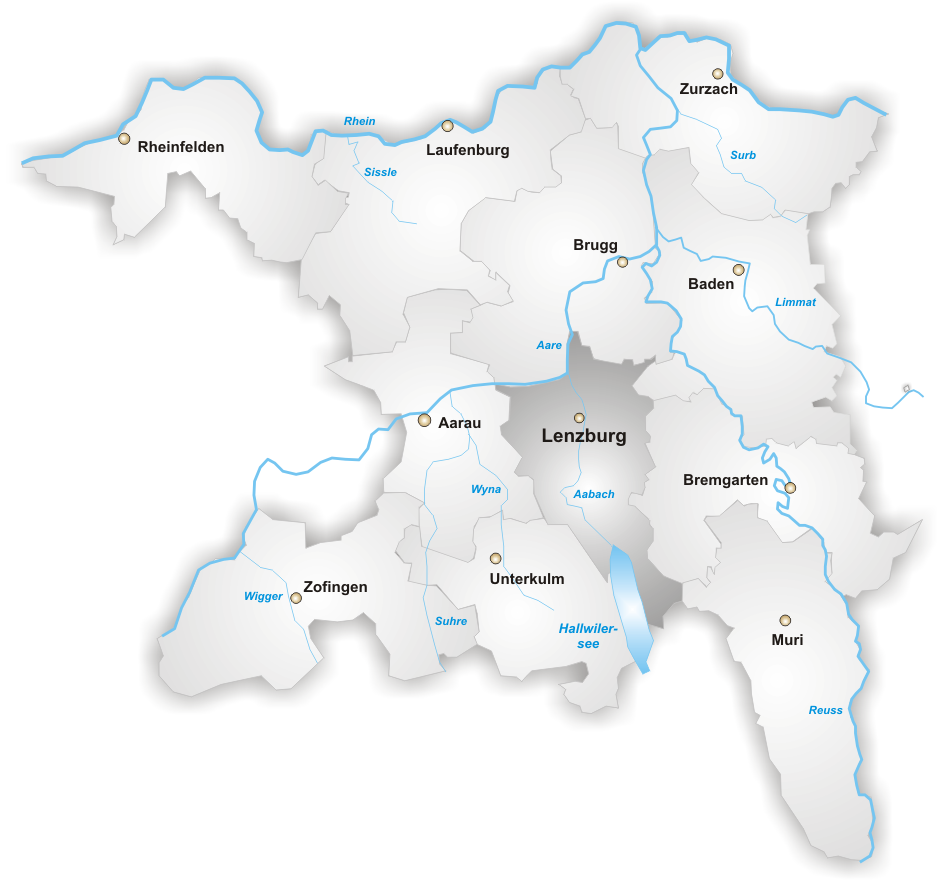
Districte de Lenzburg

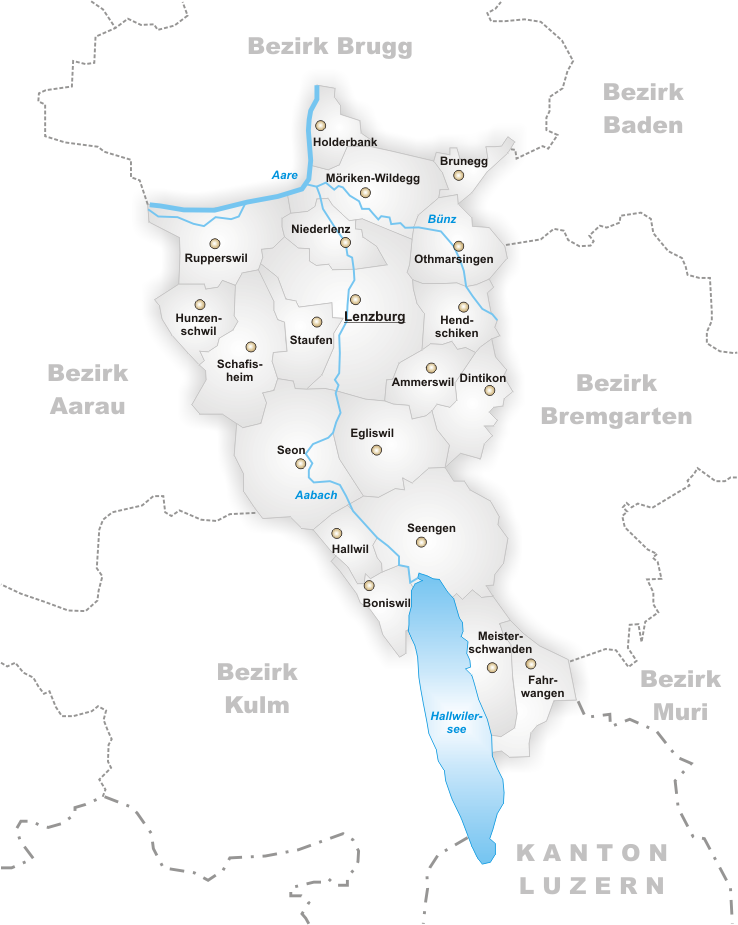
Municipis del districte de Lenzburg

| Escut            | Municipi         | Habitants (31.12.2004) | Superfície en km² |
| ---------------- | ---------------- | ---------------------- | ----------------- |
| Ammerswil        | Ammerswil        | 650                    | 3.19              |
| Boniswil         | Boniswil         | 1384                   | 2.78              |
| Brunegg          | Brunegg          | 472                    | 1.56              |
| Dintikon         | Dintikon         | 1366                   | 3.73              |
| Egliswil         | Egliswil         | 1314                   | 6.29              |
| Fahrwangen       | Fahrwangen       | 1659                   | 5.00              |
| Hallwil          | Hallwil          | 722                    | 2.18              |
| Hendschiken      | Hendschiken      | 907                    | 3.52              |
| Holderbank       | Holderbank       | 769                    | 2.32              |
| Hunzenschwil     | Hunzenschwil     | 2719                   | 3.27              |
| Lenzburg         | Lenzburg         | 7470                   | 11.33             |
| Meisterschwanden | Meisterschwanden | 2227                   | 6.86              |
| Möriken-Wildegg  | Möriken-Wildegg  | 3733                   | 6.62              |
| Niederlenz       | Niederlenz       | 3964                   | 326               |
| Othmarsingen     | Othmarsingen     | 2187                   | 4.71              |
| Rupperswil       | Rupperswil       | 3909                   | 6.22              |
| Schafisheim      | Schafisheim      | 2684                   | 6.33              |
| Seengen          | Seengen          | 2934                   | 10.35             |
| Seon             | Seon             | 4561                   | 9.61              |
| Staufen          | Staufen          | 2332                   | 3.58              |